# Morti nel 1483
| Questa pagina contiene informazioni ricavate automaticamente dalle voci biografiche con l'ausilio del template Bio e di un bot. L'aggiornamento è periodico e automatico e ricostruisce completamente la pagina. Se manca una persona in questa lista, sei pregato di non aggiungerla, ma accertati piuttosto che la sua voce biografica contenga il template Bio e che i dati anagrafici siano correttamente compilati. Se il template Bio manca, inseriscilo tu stesso o, in alternativa, metti l'avviso {{tmp\|Bio}} che ne segnala la mancanza. Se i dati riportati sono sbagliati, correggi direttamente la voce biografica; le modifiche saranno visibili in questa lista entro pochi giorni. Per chiarimenti vedi il progetto biografie. La lista contiene solo le 57 persone che sono citate nell'enciclopedia e per le quali è stato implementato correttamente il template Bio. Pagina aggiornata al 18 ago 2025. |

## Gennaio(4)
- 13 gennaio - Giovanni de Baffa, francescano italiano
- 20 gennaio - Girolama Borgia, nobildonna romana (n. 1469)
- 22 gennaio - Guillaume d'Estouteville, cardinale, arcivescovo cattolico e abate francese (n. 1403)
- 30 gennaio - Francesco Febo di Navarra, re (n. 1466)

## Febbraio(2)
- 11 febbraio - Tommaso de Regibus, vescovo cattolico italiano
- 27 febbraio - Guglielmo VIII del Monferrato, marchese (n. 1420)

## Marzo(3)
- 9 marzo - Margherita di Savoia, nobile (n. 1439)
- 17 marzo - Macario di Kaljazin, religioso russo
- 23 marzo - Iolanda d'Angiò, duchessa (n. 1428)

## Aprile(3)
- 9 aprile - Edoardo IV d'Inghilterra, re (n. 1442)
- 24 aprile - Margherita di Borbone-Clermont, duchessa (n. 1438)
- 27 aprile - Alberto VI di Meclemburgo, duca tedesco (n. 1438)

## Maggio(3)
- 6 maggio - Jeonghui di Joseon, regina coreana (n. 1418)
- 9 maggio - Carlo Sforza, nobiluomo italiano (n. 1458)
- 25 maggio - Giacomo Filippo Bertoni, religioso italiano (n. 1454)

## Giugno(6)
- 13 giugno - William Hastings, I barone Hastings, nobile e militare britannico
- 20 giugno - Ferdinando II di Braganza, duca (n. 1430)
- 21 giugno - Elisabetta di Nevers, nobile francese (n. 1439)
- 22 giugno - Jean Rolin, cardinale e vescovo cattolico francese (n. 1408)
- 25 giugno - Richard Grey, politico inglese (n. 1457)
- 25 giugno - Antonio Woodville, nobile britannico

## Luglio(3)
- 16 luglio - Alvise Da Mosto, esploratore e navigatore italiano
- 19 luglio - Costanzo I Sforza, condottiero italiano (n. 1447)
- 31 luglio - Martino Paolo Nibia, umanista, critico letterario e politico italiano

## Agosto(2)
- 5 agosto - Joost de Lalaing, nobile e militare olandese (n. 1437)
- 30 agosto - Luigi XI di Francia, re francese (n. 1423)

## Settembre(4)
- 2 settembre - Ausias Despuig, cardinale e arcivescovo cattolico spagnolo (n. 1423)
- 15 settembre - Salvo Cassetta, religioso e presbitero italiano (n. 1413)
- 15 settembre - Giovanni Emo, ambasciatore, diplomatico e militare italiano (n. 1419)
- 19 settembre - Mattia Palmerio, umanista, filologo e storico italiano (n. 1423)

## Ottobre(5)
- 7 ottobre - Ferry de Clugny, cardinale e vescovo cattolico francese (n. 1430)
- 9 ottobre - Giovanni Romei, nobile e mercante italiano (n. 1402)
- 21 ottobre - Francesco Gonzaga, cardinale e vescovo cattolico italiano (n. 1444)
- 27 ottobre - Fra Domenico di Giovanni, teologo e religioso italiano (n. 1404)
- 31 ottobre - Johann zu Solms, conte tedesco (n. 1464)

## Novembre(1)
- 2 novembre - Henry Stafford, II duca di Buckingham, militare inglese (n. 1455)

## Dicembre(4)
- 1º dicembre - Carlotta di Savoia, principessa (n. 1441)
- 3 dicembre - Matthijs de Layens, architetto fiammingo
- 25 dicembre - Antonia Malatesta, nobildonna italiana (n. 1451)
- 31 dicembre - Gilles Joye, compositore francese

## Senza giorno specificato(17)
- Adriano di Oudenbosch, monaco cristiano tedesco
- Antonio da Vercelli, francescano, predicatore e scrittore italiano
- Loise Coppola, armatore italiano
- Corrado da Cuneo, mercante e politico italiano
- Giacomo Cusani, diplomatico e politico italiano (n. 1418)
- Edoardo V d'Inghilterra, re (n. 1470)
- Federico di Saluzzo, vescovo cattolico italiano (n. 1442)
- Antonio Federighi, scultore e architetto italiano
- Giovanni XII di Alessandria, vescovo cristiano orientale egiziano
- Giovanni Marliani, medico, filosofo e astrologo italiano (n. 1420)
- William Parr, I barone Parr di Kendal, nobile britannico (n. 1434)
- Riccardo Plantageneto, I duca di York, duca britannico (n. 1473)
- Stefano d'Antonio di Vanni, pittore italiano
- Erzsébet Szilágyi, sovrano ungherese (n. 1410)
- Tezozomoctli (n. 1415)
- Giovanni Antonio Ventimiglia, nobile e condottiero italiano (n. 1445)
- Pietro Benvenuto degli Ordini, architetto italiano